# Paul Rudolph (fisico)
Paul Rudolph (1858 – 1935) è stato un fisico tedesco, inventore del primo obiettivo anastigmatico "Zeiss Tessar", brevettato dall'azienda ottica Carl Zeiss.

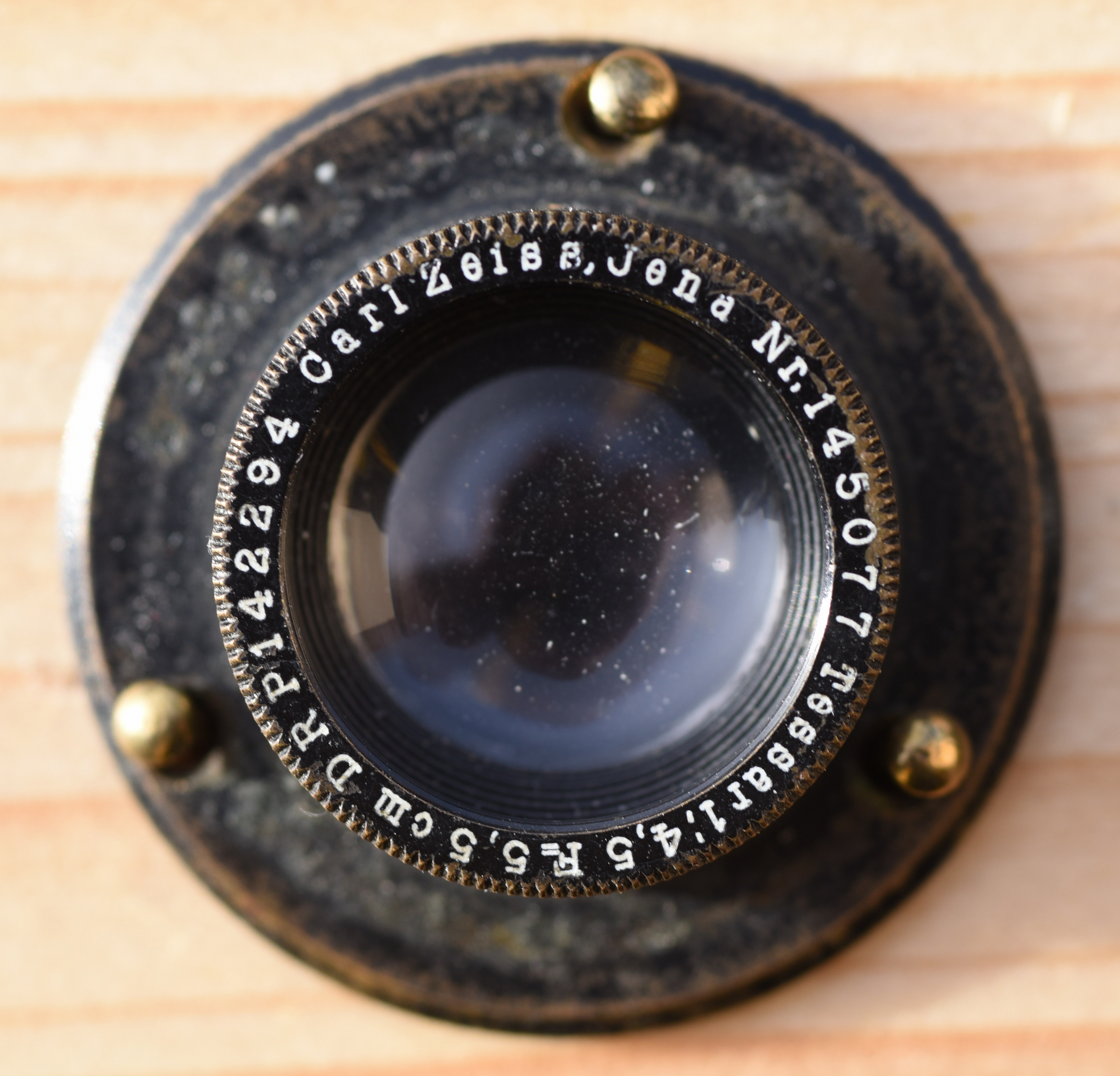
Carl Zeiss, Jena, Nr. 145077, Tessar 4,5 F 5,5cm DRP 142294 (1910)

Dopo la prima guerra mondiale entrò nell'azienda ottica Hugo Mayer, dove progettò la maggior parte delle loro lenti.